# Xã Bethany, Michigan
Xã Bethany (tiếng Anh: Bethany Township) là một xã thuộc quận Gratiot, tiểu bang Michigan, Hoa Kỳ. Năm 2010, dân số của xã này là 1.407 người.